# 以赛亚·托马斯 (1989年)
以赛亚·贾马尔·托马斯（英語：Isaiah Jamar Thomas，1989年2月7日—），美国职业篮球运动员，司职控球后卫，現在為自由球員，大学曾效力于华盛顿大学。

## 高中生涯
湯瑪斯加入了华盛顿州大学城的柯蒂斯高中直到他就读11年级，之后他转到了康涅狄格州肯特的南肯特高中完成剩下的高中学业。他在柯蒂斯高中的最后一个赛季场均可以贡献31.2分。早在2006年4月19日的一场发布会时，托马斯表示，他就宣布打算进入华盛顿大学。

## 大学生涯

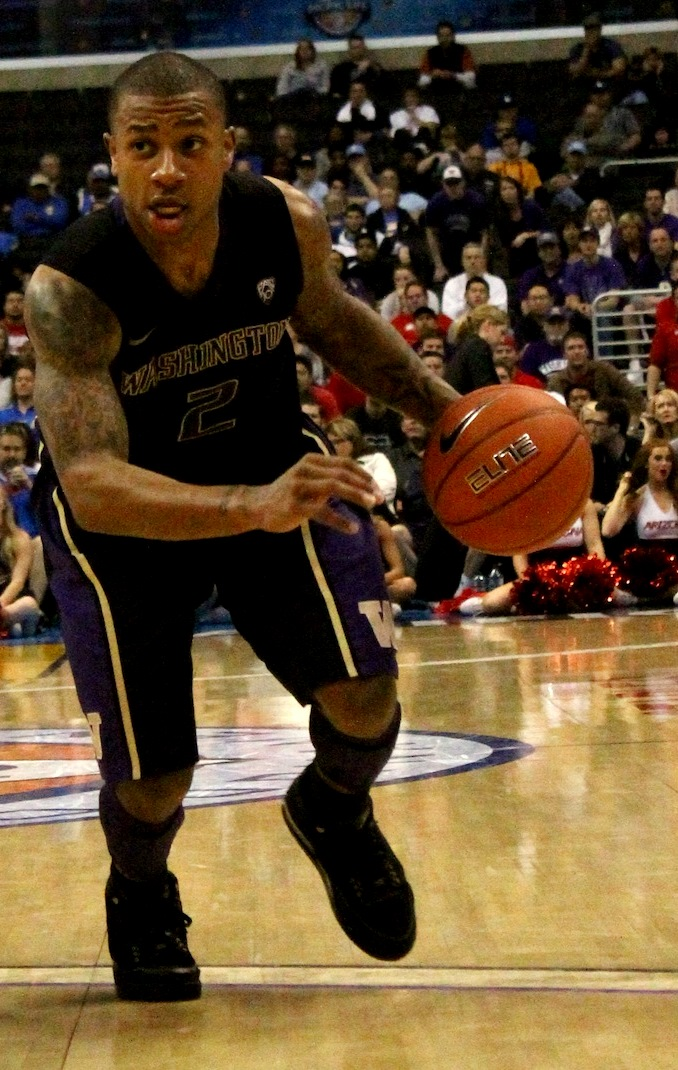
2011年，托马斯代表华盛顿大学出战

托马斯进入华盛顿大学后，他接受到了前华盛顿大学球星内特·罗宾逊的祝福，穿上了罗宾逊曾穿过的2号球衣。在一场面对西华盛顿大学的友谊赛中，托马斯12投9中取下27分。在2008年12月30日华盛顿大学主场对阵摩根州立大學的比赛中，托马斯得到了大學生涯新高的27分。
托马斯在大一赛季场均能贡献15.5分，2.6次助攻和3个篮板球。到了大二赛季，托马斯场均数据均有了一定进步，数据增长到了16.9分，3.2次助攻和3.9个篮板球。他也因此入选了当年NCAA全太平洋10区的第一阵容。
托马斯在大三赛季再次入选全太平洋10区第一阵容。2011年3月12日，托马斯在面对亞利桑那州立大學的比赛中得到28分，并投进压哨制胜球。华盛顿也因此夺得了当年全太平洋10区的冠军。他也因此进入了当年鲍勃·库西奖最终十位候选人的名单。

### 大學數據統計
| 賽季     | 球隊       | GP  | GS  | MPG  | FG%  | 3P%  | FT%  | RPG | APG | SPG | BPG | PPG  |
| -------- | ---------- | --- | --- | ---- | ---- | ---- | ---- | --- | --- | --- | --- | ---- |
| 2008–09  | 華盛頓大學 | 35  | 34  | 28.4 | 41.8 | 29.1 | 68.6 | 3.0 | 2.6 | 1.1 | 0.1 | 15.5 |
| 2009–10  | 華盛頓大學 | 35  | 35  | 31.1 | 41.5 | 32.7 | 73.2 | 3.9 | 3.2 | 1.1 | 0.1 | 16.9 |
| 2010–11  | 華盛頓大學 | 35  | 35  | 31.9 | 44.5 | 34.9 | 71.9 | 3.5 | 6.1 | 1.3 | 0.1 | 16.8 |
| 大學生涯 | 大學生涯   | 105 | 104 | 30.5 | 42.6 | 32.2 | 73.6 | 3.5 | 4.0 | 1.2 | 0.1 | 16.4 |

## 职业生涯

### 沙加緬度国王 (2011–2014)

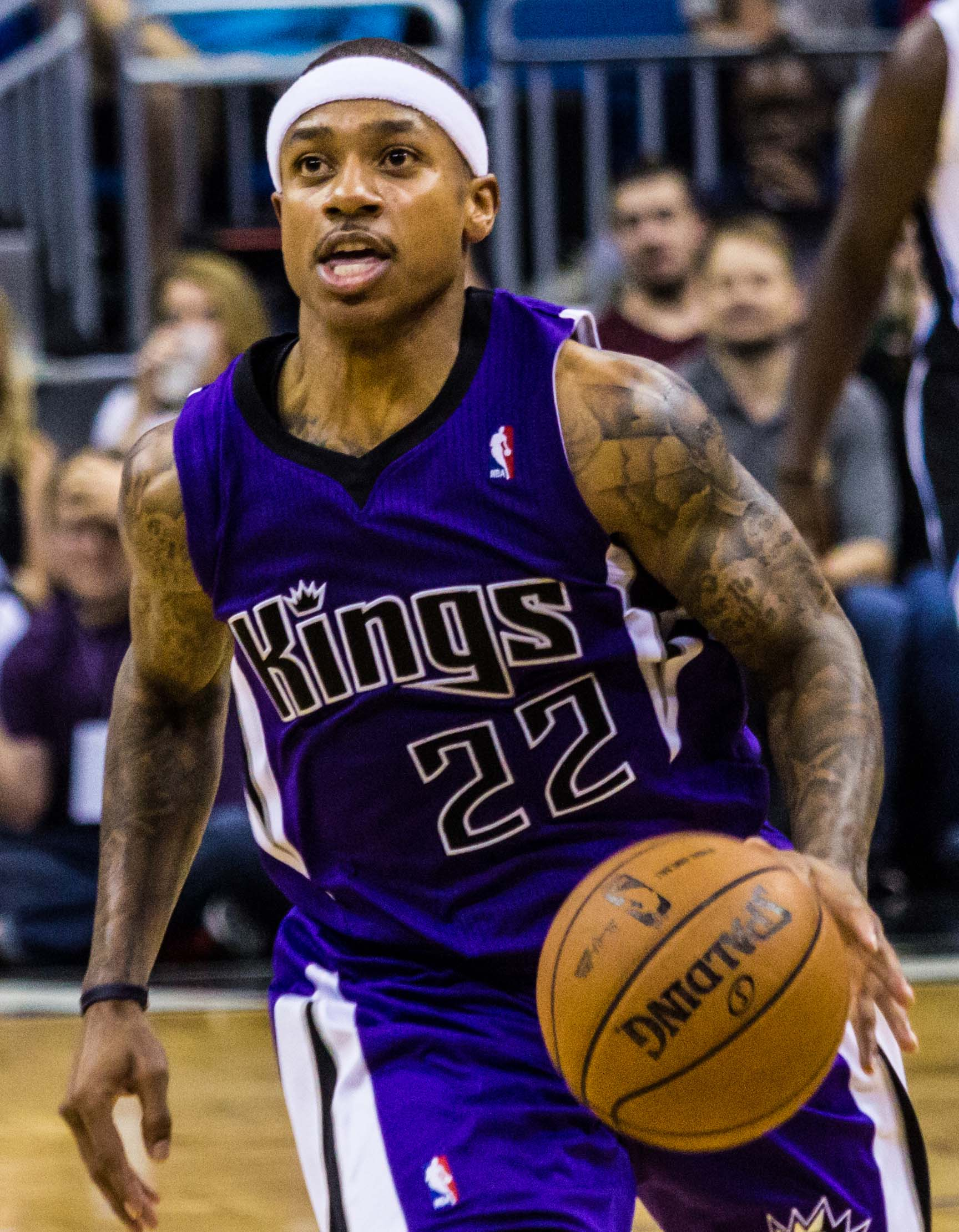
湯瑪斯2013年在國王隊時

2011年NBA选秀前，托马斯参加了与自己有关的纪录片「艾誰亚·托马斯-NBA之路」的拍摄。在2011年NBA选秀上，托马斯在次轮总第60顺位被萨克拉门托国王选中，这个顺位也是本次选秀中的最后一位。
2012年2月13日，国王面对克里夫兰骑士的比赛中，托马斯贡献22分13次助攻，为职业生涯首次两双。
2012年3月1日，托马斯入选了上月NBA的最佳新秀，他在2月份场均可以贡献12.2分4.4次助攻，这也是首次選秀最后一位被选中的球员获得该奖项。同年4月2日，托马斯凭借13.6分和4.9次助攻的数据入选了当年的西部NBA新秀队。他在该赛季入选了NBA最佳新秀阵容第二队，并在NBA最佳新秀评选排名第七位。
2014年1月19日，托马斯在对阵俄克拉荷马城雷霆的比赛中贡献38分。五日后，他追平这一纪录，值得一提的是，当场比赛托马斯的队友马库斯·索顿拿下42分。同年3月18日，托马斯在面对华盛顿奇才的比赛中攻下24分11个助攻外加10个篮板球，使他成为有史以来最矮的取下大三元的球员。赛季结束后，他场均20分6个助攻的成绩单使它成为了继卡尔文·墨菲（两次）、达纳·巴罗斯、达蒙·斯塔德迈尔和迈克尔·亚当斯之后首位取得此数据的球员。

### 鳳凰城太阳 (2014–2015)
2014年7月12日，太阳与国王达成协议，国王用先签后换的方式将托马斯送往菲尼克斯太阳，并签下一份四年2,700万的合同，国王得到亚历克斯·奥利卡西的签约权外加一个700万美元的交易特例。8月15日，托马斯完成了左手腕关节镜手术，解决了在上赛季困扰他的伤病。托马斯在太阳队的处子秀，也就是2014-15 NBA賽季的揭幕战上，托马斯取下23分3次助攻外加1个篮板球，带领太阳队击败洛杉矶湖人。两日后太阳击败圣安东尼奥马刺的比赛上，托马斯再拿下23分，这是自汤姆·古格里奥塔、汤姆·钱伯斯和A·C·格林之后首位在转会到太阳的前两场比赛至少拿下23分的球员。

### 波士頓塞爾提克 (2015–2017)
2015年2月19日，太阳将托马斯交易到波士顿凯尔特人，以换取马库斯·索顿和一个2016年的首轮选秀权。
在4月19日的首輪第一場季後賽中，湯瑪斯在輸給克里夫蘭騎士的比賽中得到22分和10次助攻。塞爾提克在四場比賽中輸給了騎士隊，湯瑪斯在系列賽中場均得到17.5分和7.0次助攻。

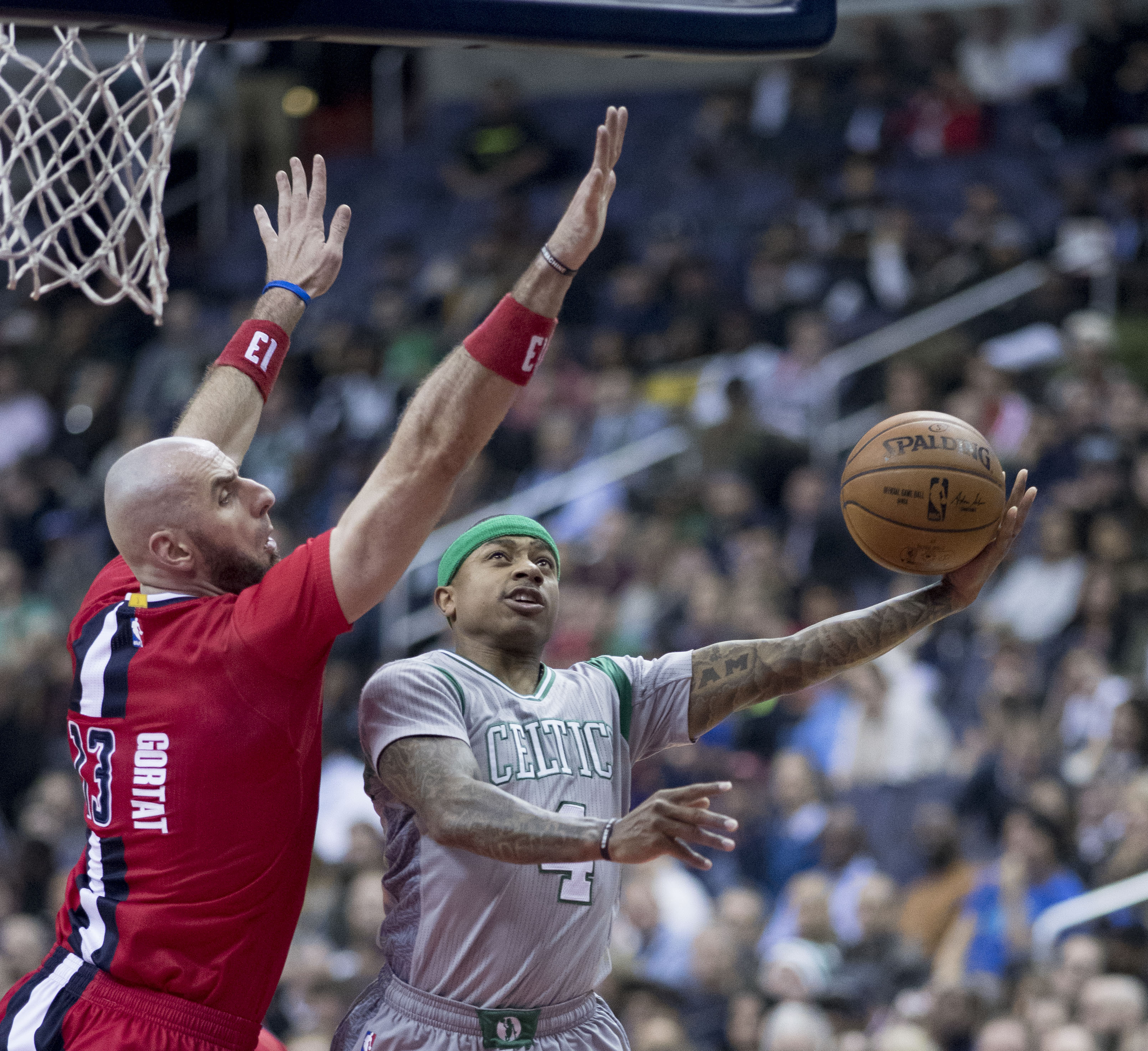
2017年1月湯瑪斯在進攻籃框

2016年12月9日，托马斯迎來了自己的新紀錄。全場16投10中，包括7個三分球，及以100%的命中率罰進17個罰球，最後独得48分，帶領球隊在灰熊身上得到一場很不容易的勝場。
托马斯於2016年12月30日出場37分鐘，全場26投15中(三分13投9中)下攻入52分，不僅刷新自己在10天前才創下的生涯單場最高得分成績，更打破傳奇球星「大鳥」賴瑞·柏德保有的隊史單節最高得分紀錄，帶領波士頓塞爾提克在主場以117比114力克邁阿密熱火。湯瑪斯在第4節飆進6記三分球灌進29分，打破Bird在1983年創下的隊史單一球員單節最高得分紀錄。湯瑪斯成為塞爾蒂克隊史第5位單場攻下50分的球員，在這9場至少50分的比賽中，他的52分名列隊史第4名。有趣的是，這也是NBA史上第16次有球員單場攻下至少50分而沒有傳出任何助攻的比賽。

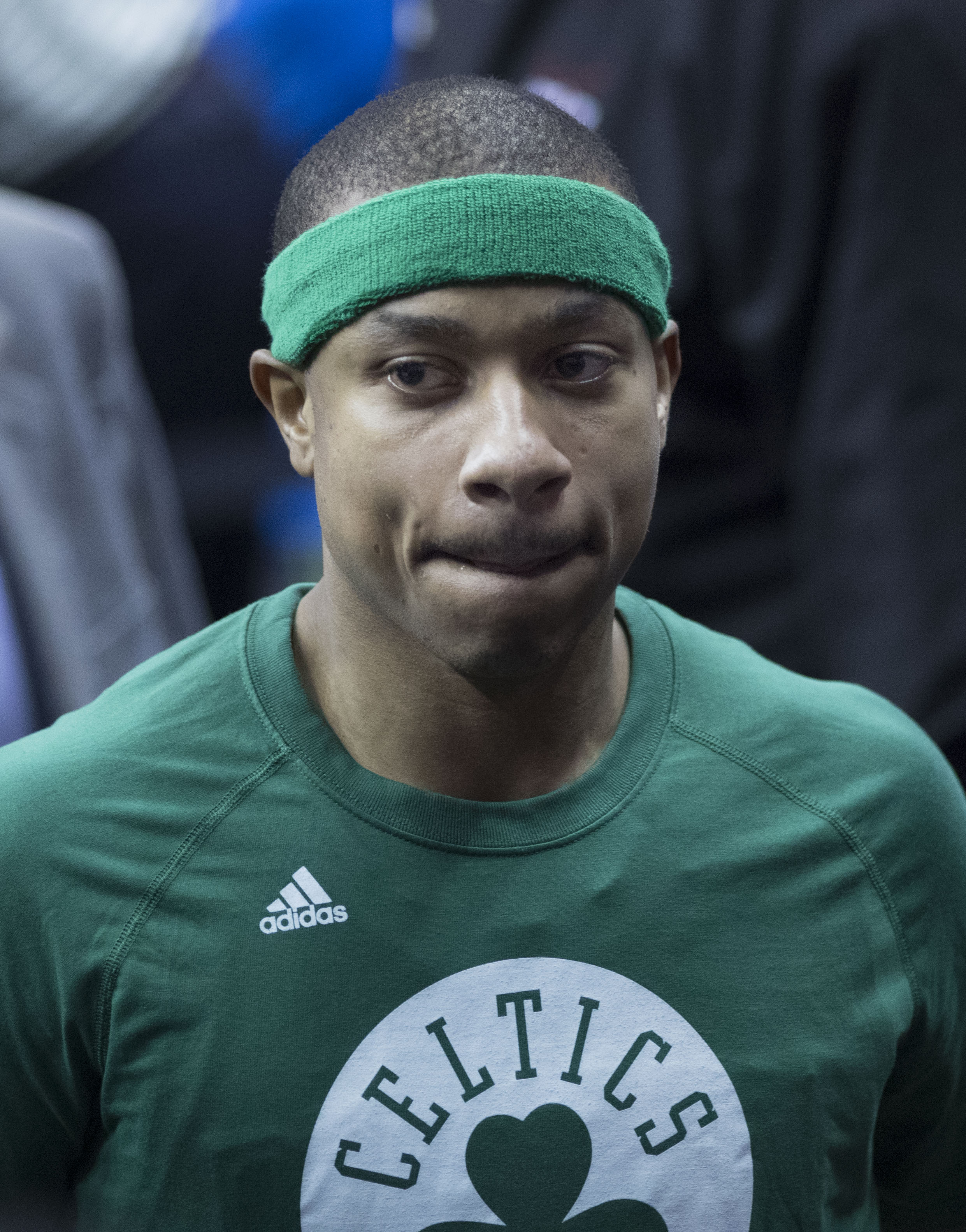
2017年的湯瑪斯

2017年2月12日，湯瑪斯豪取29分及個人生涯單場新高15助攻，加上全隊飆進17記三分球，以115比104擊敗猶他爵士。
2017年2月15日，湯瑪斯砍下33分，連續40場得分超過20分，追平了塞爾蒂克的隊史記錄，以116比108擊敗費城76人。
2017年2月16日，湯瑪斯單場繳出全場最佳29分，成為隊史首位連續41場比賽得分超過20分的球員，可惜終場前0.9秒因爭議性判決．以103比104敗給芝加哥公牛中止4連勝。
2017年3月15日，湯瑪斯在對上明尼蘇達灰狼的比賽中遭遇臀部傷勢，使他缺席接下來的兩場例行賽賽事。
2017年4月17日東區季後賽第一戰，湯瑪斯在賽前得知妹妹Chyna車禍過世，強忍悲痛上場比賽得到33分，球隊輸給芝加哥公牛。
2017年5月2日，湯瑪斯攻下季後賽生涯新高53分、比下約翰·沃爾的40分表現，這場的成績也讓他的名字寫入塞爾蒂克史冊，成為隊史第5人在季後賽單場飆破50分的球員，與1972年约翰·哈夫利切克保持隊史的最佳紀錄也只有1分之差。
2017年5月12日，湯瑪斯的臀部傷勢在與華盛頓巫師的第6場比賽中加劇。
2017年5月20日，塞爾提克宣布湯馬斯因為臀部髖關節的臼盂唇損傷，確定缺席剩餘季後賽賽事。
2017年6月12日，NBA賽季完結，湯瑪斯獲得生涯新高，平均每場28.9分，5.9助攻。

### 克里夫蘭騎士 (2017–2018)
2017年8月22日，湯馬斯與杰·克勞德，安特·日日奇被交易，和另外加上布魯克林籃網的未受保護的2018首輪選秀權，不過因克里夫蘭騎士對湯瑪斯臀傷的檢查有疑慮，所以塞爾提克同意多送一個2020年的次輪選秀權(來自熱火)，從克里夫蘭騎士換來了凱里·歐文。但因為湯瑪斯的臀傷，使他缺席了加盟騎士後第一個賽季的大半賽程。
2017年12月21日，騎士隊將湯瑪斯下放至所屬的發展聯盟球隊坎頓劍客參與全場訓練，但不到一天又將他召回。
2018年1月2日，經過長期的等待，湯瑪斯終於在騎士主場正式復出，復出首戰即在19分鐘內砍下17分3助攻，協助騎士以127-110逆轉拓荒者。

### 洛杉磯湖人 (2018)
2018年2月8日，湯瑪斯與錢寧·弗萊被交易，與2018年首輪籤一起被送去洛杉磯湖人。而克里夫蘭騎士得到小賴瑞·南斯和喬丹·克拉克森。      
2018年3月8日，因爲科里·布魯爾去了奧克拉荷馬城雷霆，所以湯瑪斯就把他的球衣號碼由7號換成3號。

### 丹佛金塊 (2018–2019)
2018年7月13日，托马斯以一年老將底薪加盟丹佛金塊。

### 華盛頓巫師 (2019–2020)
2019年7月10日，湯瑪斯與華盛頓巫師簽約。12月22日，湯瑪斯因在一場比賽中進入看台而停賽兩場無薪缺賽。
2020年2月6日，湯瑪斯在交易截止日期被交易到洛杉磯快艇。一天後，他被裁掉。

### 紐奧良鵜鶘 (2021)
2021年4月3日，托马斯以一份為期10天的合約加盟紐奧良鵜鶘。

### 大急流城黃金 (2021)
2021年12月13日，托马斯加盟NBA G聯盟球隊大急流城黃金。

### 洛杉磯湖人 (2021)
2021年12月17日，湯瑪斯與洛杉磯湖人簽下一份為期10天的合約，在球隊獲得困難特例後第二次重返湖人。

### 達拉斯獨行俠 (2021–2022)
2021年12月29日，湯瑪斯與達拉斯獨行俠簽下一份為期10天的合約。

### 大急流城黃金 (2022)
2022年2月14日，湯瑪斯重返大急流城黃金。

### 夏洛特黃蜂 (2022)
2022年3月2日，湯瑪斯與夏洛特黃蜂簽下一份為期10天的合約。 3月12日，他簽下了第二份為期10天的合約。

### 鹽湖城明星 (2024)
2024年3月6日，湯瑪斯加盟鹽湖城明星。湯瑪斯在明星隊首秀23投7中得到32分和4次助攻。

### 鳳凰城太陽 (2024)
2024年3月7日，湯瑪斯獲得鳳凰城太陽一份10日合約，睽違兩年，重回NBA球隊。

## 職業生涯數據

### NBA例行賽數據統計
| 賽季     | 球隊     | GP  | GS  | MPG  | FG%  | 3P%  | FT%   | RPG | APG | SPG | BPG | PPG  |
| -------- | -------- | --- | --- | ---- | ---- | ---- | ----- | --- | --- | --- | --- | ---- |
| 2011–12  | SAC      | 65  | 37  | 25.5 | 44.8 | 37.9 | 83.2  | 2.6 | 4.1 | 0.8 | 0.1 | 11.5 |
| 2012–13  | SAC      | 79  | 62  | 26.9 | 44.0 | 35.8 | 88.2  | 2.0 | 4.0 | 0.8 | 0.0 | 13.9 |
| 2013–14  | SAC      | 72  | 54  | 34.7 | 45.3 | 34.9 | 85.0  | 2.9 | 6.3 | 1.3 | 0.1 | 20.3 |
| 2014–15  | PHX      | 46  | 1   | 25.7 | 42.6 | 39.1 | 87.2  | 2.4 | 3.7 | 1.0 | 0.1 | 15.2 |
| 2014–15  | BOS      | 21  | 0   | 26.0 | 41.1 | 34.5 | 86.1  | 2.1 | 5.4 | 0.6 | 0.0 | 19.0 |
| 2015–16  | BOS      | 82* | 79  | 32.2 | 42.8 | 35.9 | 87.1  | 3.0 | 6.2 | 1.1 | 0.1 | 22.2 |
| 2016–17  | BOS      | 76  | 76  | 33.8 | 46.3 | 37.9 | 90.9  | 2.7 | 5.9 | 0.9 | 0.2 | 28.9 |
| 2017–18  | CLE      | 15  | 14  | 27.1 | 36.1 | 25.3 | 86.8  | 2.1 | 4.5 | 0.6 | 0.1 | 14.7 |
| 2017–18  | LAL      | 17  | 1   | 26.8 | 38.3 | 32.7 | 92.1  | 2.1 | 5.0 | 0.4 | 0.1 | 15.6 |
| 2018–19  | DEN      | 12  | 0   | 15.1 | 34.3 | 27.9 | 63.0  | 1.1 | 1.9 | 0.4 | 0.1 | 8.1  |
| 2019–20  | WAS      | 40  | 37  | 23.1 | 40.3 | 41.3 | 81.6  | 1.7 | 3.7 | 0.3 | 0.2 | 12.2 |
| 2020–21  | NOP      | 3   | 0   | 16.0 | 33.3 | 25.0 | 100.0 | 1.3 | 1.7 | 0.3 | 0.0 | 7.7  |
| 2021–22  | LAL      | 4   | 1   | 25.3 | 30.8 | 22.7 | 72.7  | 2.0 | 1.5 | 0.0 | 0.5 | 9.3  |
| 2021–22  | DAL      | 1   | 0   | 13.0 | 37.5 | 0.0  | –     | 0.0 | 4.0 | 0.0 | 0.0 | 6.0  |
| 2021–22  | CHA      | 17  | 0   | 12.9 | 43.3 | 39.7 | 93.3  | 1.2 | 1.4 | 0.4 | 0.2 | 8.3  |
| 2023–24  | PHX      | 6   | 0   | 3.2  | 30.0 | 50.0 | —     | 0.0 | 0.5 | 0.0 | 0.0 | 1.3  |
| 職業生涯 | 職業生涯 | 556 | 362 | 28.0 | 43.4 | 36.3 | 87.2  | 2.4 | 4.8 | 0.8 | 0.1 | 17.5 |
| 明星賽   | 明星賽   | 2   | 0   | 18.4 | 42.3 | 33.3 | 100.0 | 1.7 | 1.8 | 0.5 | 0.0 | 14.8 |

#### 附加賽
| 賽季     | 球隊     | GP | GS | MPG | FG%  | 3P%   | FT% | RPG | APG | SPG | BPG | PPG |
| -------- | -------- | -- | -- | --- | ---- | ----- | --- | --- | --- | --- | --- | --- |
| 2022     | CHA      | 1  | 0  | 6.0 | 25.0 | 100.0 | –   | 2.0 | 1.0 | 0.0 | 0.0 | 3.0 |
| 職業生涯 | 職業生涯 | 1  | 0  | 6.0 | 25.0 | 100.0 | –   | 2.0 | 1.0 | 0.0 | 0.0 | 3.0 |

### NBA季後賽數據統計
| 賽季     | 球隊     | GP | GS | MPG  | FG%  | 3P%  | FT%  | RPG | APG | SPG | BPG | PPG  |
| -------- | -------- | -- | -- | ---- | ---- | ---- | ---- | --- | --- | --- | --- | ---- |
| 2015     | BOS      | 4  | 0  | 29.8 | 33.3 | 16.7 | 96.9 | 3.0 | 7.0 | 0.8 | 0.0 | 17.5 |
| 2016     | BOS      | 6  | 6  | 36.7 | 39.5 | 28.3 | 80.9 | 3.0 | 5.0 | 0.7 | 0.8 | 24.2 |
| 2017     | BOS      | 15 | 15 | 34.7 | 42.5 | 33.3 | 82.0 | 3.1 | 6.7 | 0.9 | 0.1 | 23.3 |
| 2024     | PHX      | 1  | 0  | 3.6  | 0.0  | 0.0  | —    | 0.0 | 0.0 | 0.0 | 0.0 | 0.0  |
| 職業生涯 | 職業生涯 | 26 | 21 | 33.2 | 40.4 | 30.1 | 84.2 | 3.0 | 6.1 | 0.8 | 0.3 | 21.7 |

## 軼事
托马斯的名字来源于底特律活塞队全明星控球后卫以賽亞·湯瑪斯。托马斯的父亲詹姆斯·托马斯是位洛杉矶湖人的球迷，他与朋友打赌称湖人会获得当年（1989年）的总冠军（当时季后赛已进入总决赛阶段），否则给自己出生一个月的儿子起名「以賽亞」（Isiah）。最后詹姆斯打赌输了，于是给儿子起名以賽亞。但是詹姆斯的妻子希望取一个圣经中的名字，于是改成了「Isaiah」。
2021年8月9日，托马斯於西雅图知名退役球星贾马尔·克劳福德（Jamal Crawford）主辦的The Crawsover聯賽，單場砍下「81分」